# Bursera linanoe

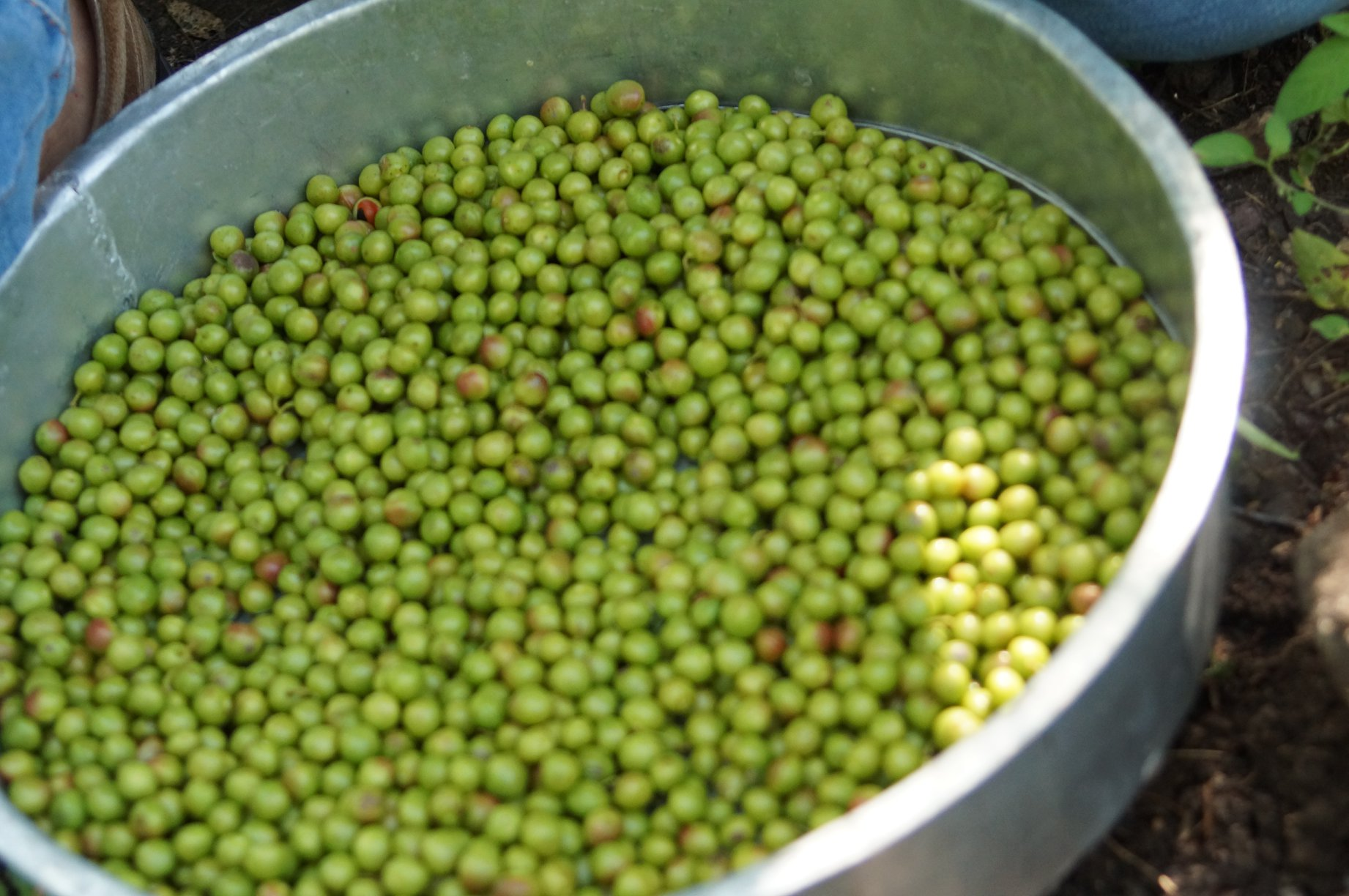
Fruits de linàloe

El linàloe o olianoe (Bursera linanoe) és un arbre caducifoli endèmic del centre i sud de Mèxic, concretament en els estats de Morelos, Guerrero, Pobla i Oaxaca. Del seu fruit s'obté un oli aromàtic que és usat en la indústria de la perfumeria i farmacèutica. Amb la fusta d'aquest arbre s'elaboren les «laques d'Olinalá», unes artesanies belles i decorades, nom derivat de la localitat homònima on són produïdes (Olinalá, a l'estat del Guerrero).

## Descripció
La referència més antiga al nom de linàloe prové de la descripció de l'espècie Amyris linanoe (degeneració de linàloe, lignum, fusta, àloe, oli), baasiònim de Bursera linanoe, feta pel botànic mexicà Pablo La Clau en 1834. Això significa que la pràctica de la destil·lació de l'oli de linàloe ha de remuntar almenys al principi del segle xix . Més tard, es va crear el mite sobre l'origen nàhuatl de la paraula linàloe.

## Característiques
Creix fins a 8-10 m d'altura. El seu tronc posseeix una escorça entre grisenca i vermellosa, i ateny un diàmetre màxim de 60 cm.